# Динамо (футбольний клуб, Ростов-на-Дону)
ФК «Дина́мо» Ростов-на-Дону (рос. Футбольный клуб «Динамо» Ростов-на-Дону) — російський футбольний клуб із міста Ростов-на-Дону, заснований у 1927 році. Виступає у Чемпіонаті Ростова-на-Дону та Ростовської області. Домашні матчі приймає на стадіоні «Динамо».